# Hans Studener

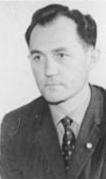
Studener 1964

Hans Studener (* 2. März 1919 in Langenbruch; † 6. Februar 2002) war ein deutscher Fußballspieler in Hamborn und Fußballtrainer unter anderem in der DDR-Oberliga und bei der Fußballolympiaauswahl der DDR.

## Leben
Studeners Fußball-Laufbahn begann mit 14 Jahren beim rheinischen Hamborn 07. Dort spielte er im Mittelfeld und gewann 1937 die deutsche Jugendmeisterschaft. Im Zweiten Weltkrieg spielte Studener als Soldat der Wehrmacht für den Luftwaffensportverein Adler Deblin, mit dem er 1942 Meister der Gauliga Generalgouvernement im besetzten Polen wurde. Nach Kriegsende ließ er sich im sächsischen Wurzen nieder, wo er bei Empor Wurzen wieder Fußball spielte und zuletzt als Spielertrainer fungierte. 1952 wurde er mit Empor Wurzen sächsischer Landesmeister und stieß im DDR-Fußballpokal bis in das Halbfinale vor. Mehrfach wurde er in der Sächsischen Landesauswahl eingesetzt.
Zu Beginn der Fußballsaison 1957 begann seine hauptamtliche Trainertätigkeit, zunächst beim Oberligisten SC Rotation Leipzig. Nach einem dritten Platz in seiner ersten Spielzeit fielen die Leipziger ein Jahr später auf Rang 11 in der Oberliga zurück und Studener wurde beim SC Rotation wieder entlassen. Von 1959 bis 1961 war er bei der Leipziger Sporthochschule DHfK in der Sektion Forschung und Ausbildung tätig. Anschließend stellte ihn der DDR-Fußballverband als Trainer an, und er wurde zeitweise Assistent des Nationaltrainers Károly Sós. 1964 übernahm er die alleinige Verantwortung für die Fußballolympiaauswahl der DDR, mit der er in Tokio Bronze gewann. Als er anschließend eine neue Olympiaauswahl aufbauen sollte, kam es zum Zerwürfnis mit Sós, woraufhin Studener Anfang 1966 aus dem Fußballverband ausschied.
Er kehrte in die Oberliga und zu seinem alten Klub zurück, der inzwischen zum 1. FC Lokomotive Leipzig umfunktioniert worden war. Er übernahm am 15. Mai 1966 eine Mannschaft, die sich in der Zwischenzeit zu einem Spitzenteam der Oberliga entwickelt hatte und mit Horst Weigang, Manfred Geisler und Henning Frenzel drei aktuelle Nationalspieler besaß und in der Wolfram Löwe, Dieter Engelhardt, Michael Faber und Hans-Jürgen Naumann weitere vier Talente standen, die auf dem Sprung in die Nationalmannschaft waren. Spektakulär war der 3:1-Sieg seiner Mannschaft im Achtelfinale des europäischen Messepokals 1966/67 über die europäische Spitzenmannschaft Benfica Lissabon. In der gleichen Saison führte Studener Lok Leipzig zur Vizemeisterschaft, es war das beste Ergebnis in der bisherigen Geschichte des Klubs. Danach fiel die Mannschaft jedoch rapide ab und stieg 1969 aus der Oberliga ab.
Daraufhin wechselte Studener als Co-Trainer neben Manfred Fuchs zum Oberligaaufsteiger Stahl Eisenhüttenstadt. Es gelang beiden jedoch nicht den Klassenerhalt zu sichern, sodass Eisenhüttenstadt im Sommer 1970 wieder abstieg. Der Mannschaftsleitung war es gelungen, sowohl den Kader als auch die Trainer für die folgende DDR-Liga-Saison weiter zu verpflichten, um den Wiederaufstieg anzupeilen. Doch nach zwei Punktspielen wurde Stahl Eisenhüttenstadt überraschend wegen finanzieller Manipulationen in die drittklassige Bezirksliga zurückgestuft, mehrere Spieler, Funktionäre und die beiden Trainer mit Sperren belegt. Studener wurde für zwei Jahre jegliche Trainertätigkeit untersagt. Von 1975 bis zu seinem Renteneintritt 1985 arbeitete er im wissenschaftlichen Zentrum des DDR-Fußballverbandes.
Neben seiner praktischen Tätigkeit im Fußball wurde Studener auch als Autor mehrerer Fußballfachbücher bekannt.